# 瑟克爾奧克斯 (加利福尼亞州)
瑟克爾奧克斯（英語：Circle Oaks）是位於美國加利福尼亞州納帕縣的一個非建制地區。該地的面積和人口皆未知。

## 地理
瑟克爾奧克斯的座標為38°24′37″N 122°12′39″W / 38.41028°N 122.21083°W，而該地的平均海拔高度為405米（即1329英尺）。